# 俞璧
俞璧（？—17世紀），字二如，山東兗州府滋陽縣人，浙江紹興府山陰縣籍，明朝、清朝政治人物。

## 生平
崇禎十五年（1642年），俞璧舉壬午科山東鄉試，次年（1643年）聯捷進士，授直隸黟縣知縣。
弘光時調任宣城，政績出眾。清軍南下，俞璧投誠，留任當地，適逢流寇肆虐，其日夜捍衛城池，得陞任彰德府推官，後事不詳。

## 引用
1. 1 2  康熙《滋陽縣志·卷二》：俞璧，崇禎癸未進士，寧國府宣城縣知縣，陞彰德府推官。……俞璧，崇禎壬午科（舉人），見進士。
2. ↑  《崇禎十六年癸未科進士三代履歷》
3. 1 2  嘉慶《山陰縣志·卷十四·鄉賢二》：俞璧，字二如，崇禎癸未進士。授黟縣，調宣城，歷著政績。值盜起，晝夜捍禦，推彰德府推官。
4. ↑  光緒《宣城縣志·卷十一·官師》：知縣 俞璧 字二如，山東人，進士。崇正末年黟縣調任，順治二年五月大兵下江南，璧以城歸附，留任。
5. ↑  乾隆《彰德府志·卷六·職官》：俞璧 山陰人，進士。順治十三年任。……以上推官
6. ↑  錢海岳《南明史·卷三十五·列傳第十一》：（弘光）時鳳、廬、安、太、池、寧、徽、滁、和、廣先後府州縣官可紀者：……俞璧，字二如，滋陽人。崇禎十六年進士。黟縣知縣，調宣城，降清。